# Koitelainen
Koitelainen är en kulle i Finland. Den ligger i Sodankylä i landskapet Lappland, i den norra delen av landet, 900 km norr om huvudstaden Helsingfors. Toppen på Koitelainen är 419 meter över havet.
Terrängen runt Koitelainen är huvudsakligen platt, men den allra närmaste omgivningen är kuperad. Koitelainen är den högsta punkten i trakten. Trakten runt Koitelainen är nära nog obefolkad, med mindre än två invånare per kvadratkilometer. Det finns inga samhällen i närheten. 